# Tegenaria azilaneensis
Espèce
Tegenaria azilaneensis est une espèce d'araignées aranéomorphes de la famille des Agelenidae.

## Distribution
Cette espèce est endémique de la région Tanger-Tétouan-Al Hoceïma au Maroc,. Elle se rencontre dans la province de Chefchaouen dans le parc national de Talassemtane à Azilane dans la grotte Kehf del Oued en Naker.

## Description
La femelle holotype mesure 9,10 mm et la femelle paratype 9,30 mm.

## Systématique et taxinomie
Cette espèce a été décrite par Lecigne en 2025.

## Étymologie
Son nom d'espèce, composé de azilane et du suffixe latin -ensis, « qui vit dans, qui habite », lui a été donné en référence au lieu de sa découverte, Azilane.

## Publication originale
- Lecigne, Moutaouakil & Lips, 2025 : « Contribution to the knowledge of the spider fauna of Morocco (Arachnida: Araneae) – second note. On new species and new records from caves and miscellaneous terrestrial ecosystems. » Journal of the Belgian Arachnological Society, vol. 40, no 1 supplement, p. 1-184.